# Nova Bréscia
Nova Bréscia là một đô thị thuộc bang Rio Grande do Sul, Brasil. Đô thị này có diện tích 102,183 km², dân số năm 2007 là 3162 người, mật độ 30,94 người/km².